# Túnel de Ezequias

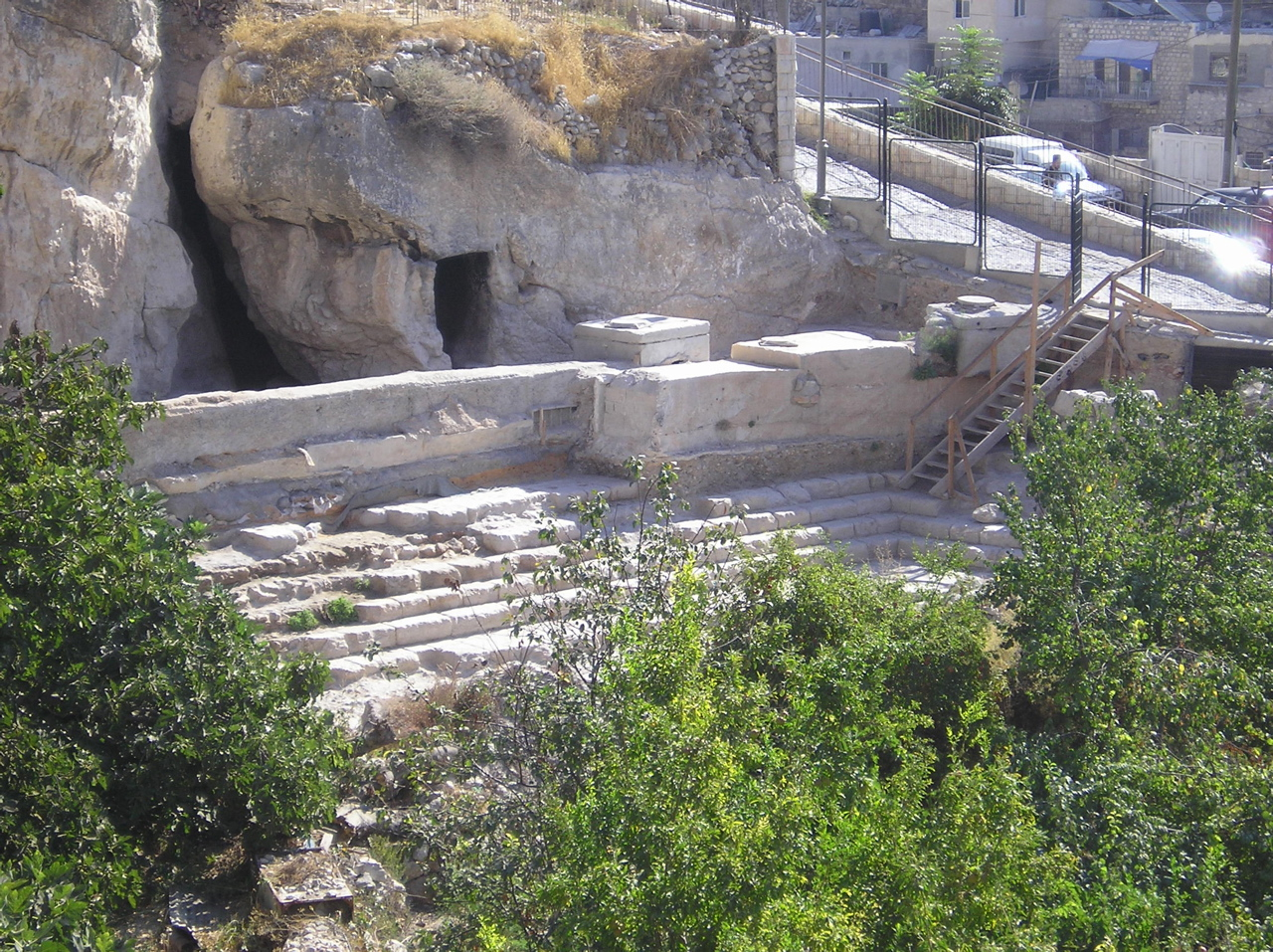
O Reservatório de Siloé que recebia águas do Tunel de Ezequias

O Túnel de Ezequias ou Tunel de Siloé é um túnel ou aqueduto que foi escavado na rocha sólida, escavado embaixo de Ofel na cidade de Jerusalém por volta de 701 a.C. durante o reinado de Ezequias. Foi provavelmente um alargamento de uma caverna preexistente e é mencionado na Bíblia. É descrito por peritos como uma das grandes proezas de engenharia da antiguidade.
O túnel, que conduzia a Fonte de Giom até a piscina de Siloé, foi projetado para agir como um Aqueduto para abastecer de água a Jerusalém durante um cerco de Senaqueribe organizado pelos assírios, conduzidos por Senaqueribe.

## Construção e história

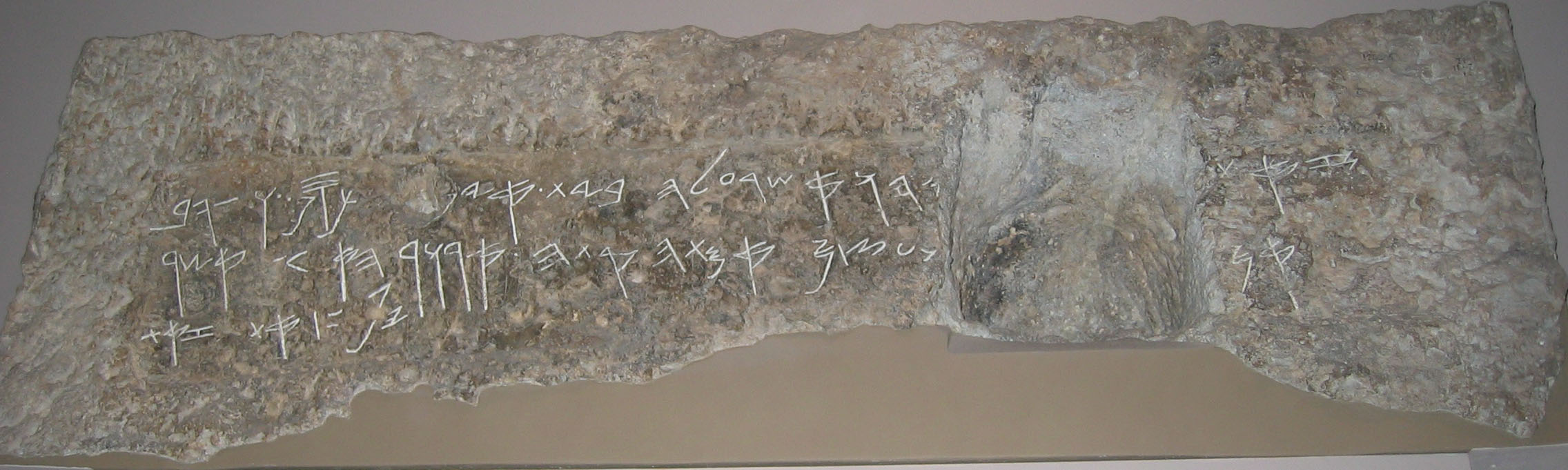
A Inscrição de Siloé retirada da parede do Túnel de Siloé

O túnel é um longo corte que estende-se por 533 metros, dentro da proteção das muralhas da cidade, e usando diferenças entre cada extremidade, água tem chega a uma altura media de 30 cm (0.6%) ao longo de seu comprimento da fonte até ao reservatório de Siloé. De acordo com a Inscrição de Siloé encontrada dentro dele, o túnel foi escavado por duas equipes, cada uma começando por cada extremidade do túnel e encontrando-se então no meio.
Segundo Dan Gill, do Instituto de Pesquisas Geológicas de Israel, os construtores alargaram canais naturais que atravessavam a rocha onde havia rachaduras ou onde havia diferentes camadas juntas. Com o tempo, esses canais se alargaram bastante, o que explica o motivo da altura do túnel variar em até 5 metros, e como os trabalhadores, usando lâmpadas a óleo, podiam respirar. sua habilidade pode ser observada, no êxito da  escavação com um declive suave de apenas 31,5 centímetros em todo o túnel.
- Na passagem da inscrição lê-se:

“E esta foi a maneira em que foi perfurado: — Enquanto [. . .] ainda (havia) [. . .] machado(s), cada homem em direção ao seu companheiro, e quando ainda faltavam três côvados para serem perfurados, [ouviu-se] a voz dum homem chamando seu companheiro, pois havia uma sobreposição na rocha à direita [e à esquerda]. E quando o túnel foi aberto, os cavouqueiros cortaram (a rocha), cada homem em direção ao seu companheiro, machado contra machado; e a água fluiu da fonte em direção ao reservatório por 1.200 côvados, e a altura da rocha acima da(s) cabeça(s) dos cavouqueiros era de 100 côvados.” 
Esta inscrição registra a construção do túnel; de acordo com o texto, o trabalho começou em ambas as extremidades simultaneamente e prosseguiu até que os construtores se encontraram no meio.
Está claro no próprio túnel que diversos erros direcionais foram feitos durante sua construção. Descobertas recentes a respeito de outro túnel relacionado - Canal de Warren - sugeriram que o túnel pode ter sido um alargamento de uma caverna preexistente em Carste.

## Função e origem

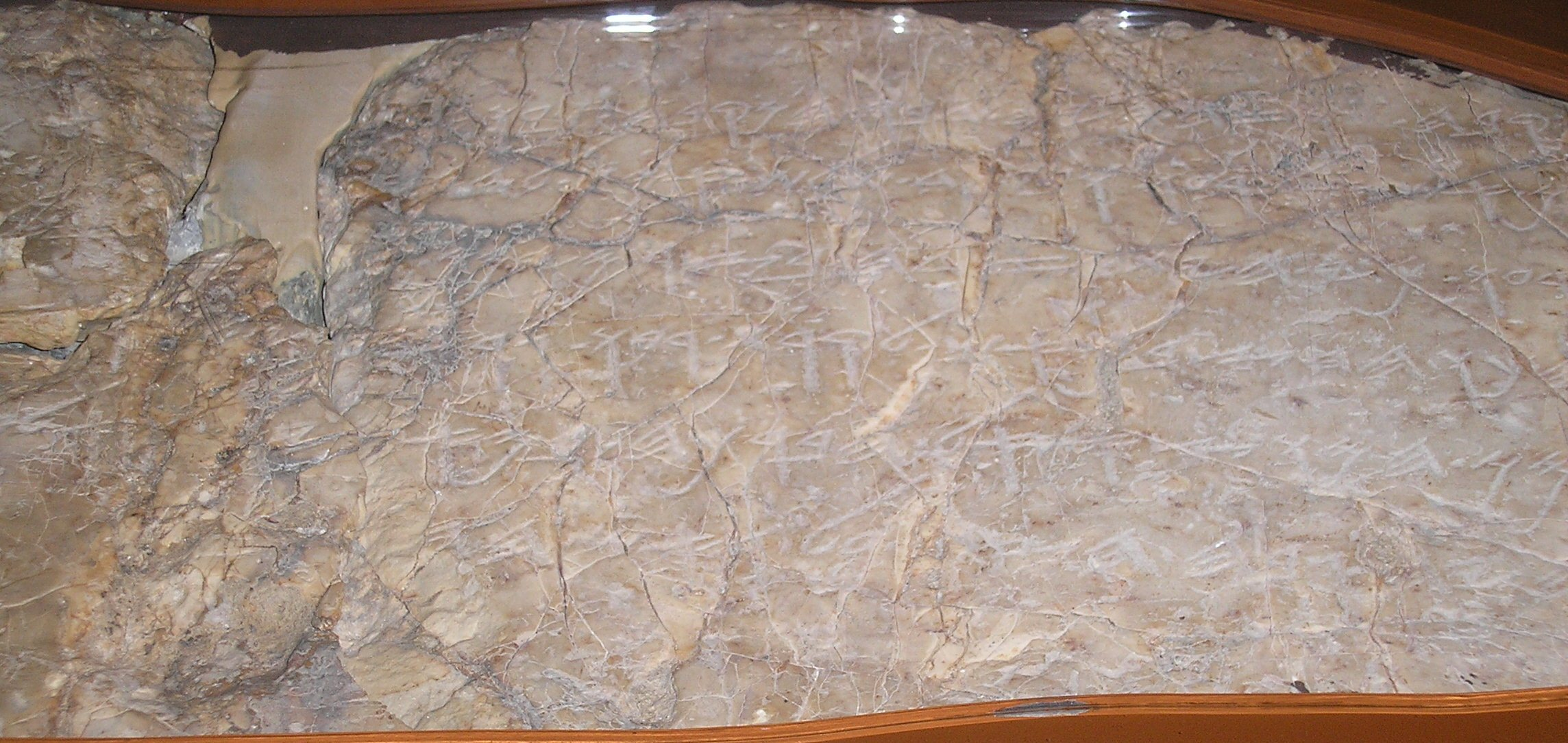
Pintura

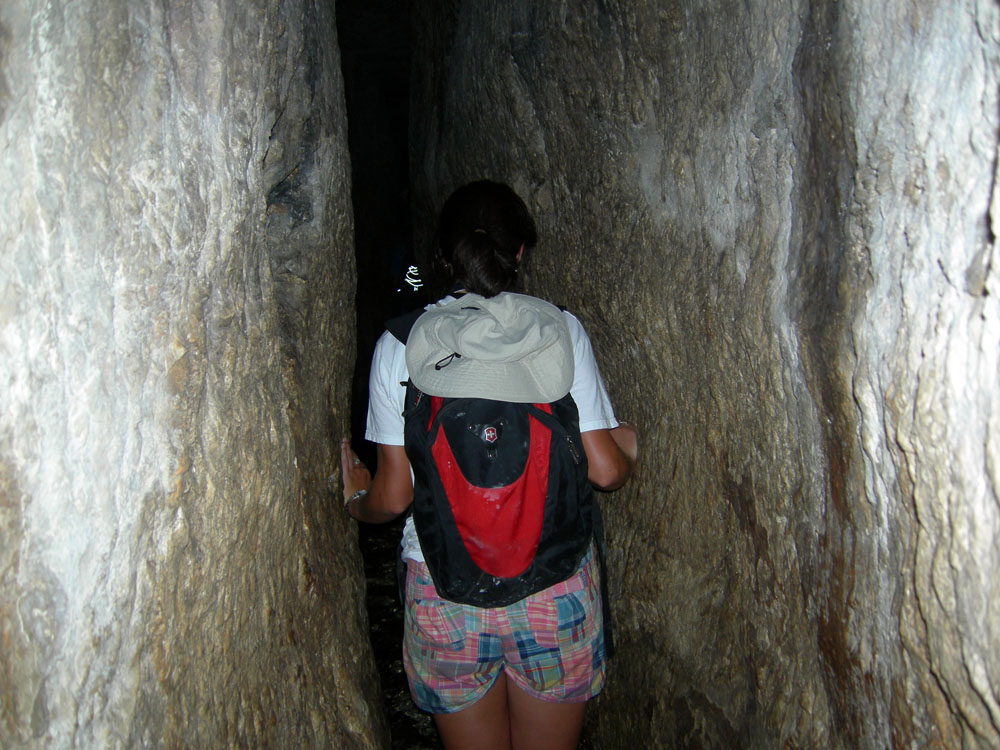

A cidade de Ofel em Jerusalém, está numa montanha, e é naturalmente defensível de quase todos os lados, mas sofre do inconveniente que sua fonte principal da água fresca, a fonte de Giom, fica ao lado do penhasco ao contrário do vale do Cédron. Isto apresenta uma fraqueza militar principalmente para os muros da cidade, que para ser suficientemente defensiva, deve necessariamente deixar de fora a fonte de Giom, assim a cidade ficaria sem uma fonte de água fresca em caso de cerco.
A Bíblia registra que no tempo do rei Ezequias (século XIII a.C.), que a temível Assíria teria colocado sítio à cidade, obstruindo a água de fonte fora da cidade e desviando-lhe através de uma canaleta no túnel de Siloé.
Entretanto, sabe-se agora (até à data de 1997) que o sistema do Canal encontrado por Charles Warren era abastecido ainda mais pela fonte de Giom;
Em 1899, um outro túnel, também conduzindo da fonte de Giom à área do Reservatório de Siloé, mas por uma rota mais direta, foi encontrado. Este último túnel é conhecido agora como o canal médio da idade do bronze, (devido a sua idade estimada); Determinou-se que foi construído por volta de 1 800 a.C. (na Idade do Bronze). É essencialmente uma vala profunda de 20 pés na terra, onde depois a construção foi coberta por grandes lajes da rocha (escondidas na folhagem). É mais estreito, mas ainda pode-se andar em grande parte de todo seu comprimento. Além disso à saída, perto do túnel de Siloé , a canaleta tinha diversas saídas pequenas que molhavam os jardins do Vale da torrente do Cédron. O túnel de Ezequias age como substituto para este canal, mas a facilidade para que um assaltante descubra as lajes da cobertura é um ponto fraco.
O túnel de Ezequias, descoberto em 1838 pelo académico bíblico americano Edward Robinson de Edward Robinson (scholar), pode ser visto e percorrido completamente hoje em toda sua extremidade.
Os versículos da Bíblia que relacionam-se ao Túnel de Ezequias são estes:
"Ora, o restante dos atos de Ezequias, e todo o seu poder, e como fez a piscina e o aqueduto, e como fez vir a água para a cidade, porventura não estão escritos no livro das crônicas dos reis de Judá?"
II Reis 20:20
"Quando Ezequias viu que Senaqueribe tinha vindo com o propósito de guerrear contra Jerusalém, teve conselho com os seus príncipes e os seus poderosos, para que se tapassem as fontes das águas que havia fora da cidade; e eles o ajudaram. Assim muito povo se ajuntou e tapou todas as fontes, como também o ribeiro que corria pelo meio da terra, dizendo: Por que viriam os reis da Assíria, e achariam tantas águas?"
II Crônicas 32;2-4
"Também foi Ezequias quem tapou o manancial superior das águas de Giom, fazendo-as correr em linha reta pelo lado ocidental da cidade de Davi. Ezequias, pois, prosperou em todas as suas obras."
II Crônicas 32:2
As águas da Fonte de Giom continuam a fluir até hoje através do “Túnel de Siloé”, construído por Ezequias.